# Kenia-Koalition
Unter einer Kenia-Koalition (auch schwarz-rot-grüne, rot-schwarz-grüne, schwarz-grün-rote Koalition oder vereinzelt auch Afghanistan-Koalition) versteht man eine Koalition zwischen einer konservativen und/oder christdemokratischen Partei (Parteifarbe schwarz), einer sozialistischen oder sozialdemokratischen Partei (Parteifarbe rot) und einer grünen Partei (Parteifarbe grün). Die Partei mit erstgenannter Farbe befindet sich jeweils in Führungsrolle (meist aufgrund einer Stimmen- oder Mandatsmehrheit).

Flagge Kenias

Flagge der Islamischen Republik Afghanistan

## Zum Begriff
Der Begriff „Kenia-Koalition“ entstand zeitlich nach dem der Jamaika-Koalition und dürfte durch diesen inspiriert gewesen sein. Der Ausdruck kommt von den Farben der Flagge Kenias, wobei das Schwarz für die konservative, Rot für die linksgerichtete und das Grün für die ökologische Partei steht. Ein politisch-inhaltlicher Bezug zum afrikanischen Staat besteht nicht.
Der Ausdruck „Kenia-Koalition“ lässt in Quellen offen, ob die den Regierungschef stellende Partei schwarz zu sein habe und Grün der Juniorpartner, oder auch Rot–Schwarz–Grün unter linker Führung unter den Begriff fiele – eine rot–schwarz–grüne Flagge hat beispielsweise Libyen. Die Bezeichnung war in Österreich, wo es diese Koalitionen seit 2003 gibt, völlig unüblich und wurde erst aus dem Sprachgebrauch der deutschen Politik um 2008 übernommen.
Weitere mit Quellen belegbare Alternativbezeichnungen für die Kenia-Koalition sind u. a.: Jenaer Koalition, Malawi-Koalition, Wassermelonen-Koalition.

## Deutschland
In Deutschland wird eine Koalition aus einer der beiden Unionsparteien (CDU/CSU), der SPD und Bündnis 90/Die Grünen als schwarz-rot-grüne Koalition bezeichnet.

### Schwarz-Rot-Grün auf Bundesebene
Infolge der gescheiterten Sondierungsgespräche für die Bildung einer Jamaika-Koalition nach der Bundestagswahl im September 2017 wurde eine Schwarz-Grüne-Minderheitsregierung unter Tolerierung durch die SPD in die Diskussion gebracht. Der Politikwissenschaftler Wolfgang Merkel sah in einer echten Kenia-Koalition wegen des Gleichgewichts der Lager im Regierungsbündnis eine Chance, Wolfgang Thierse und Gesine Schwan werteten ein solches Bündnis als kreativen Ausweg; doch für die Fraktionsvorsitzende der Grünen Katrin Göring-Eckardt wäre Schwarz-Grün zu instabil, Schwarz-Rot-Grün wegen der Mehrheit von SPD (153 Mandate), CDU (200) und CSU (46) überflüssig, die Kanzlermehrheit läge bei 355 Stimmen; Union und SPD müssten „gut erklären wofür sie uns brauchen“. Auf dem Parteitag am 25. November beschlossen die Grünen ihre Bereitschaft für Verhandlungen zu einer Regierungsbeteiligung der Ökopartei auch an einer Minderheitsregierung.
Im Juni 2018 eskalierte innerhalb der Union der Streit um die Folgen der Flüchtlingskrise in Deutschland. Es wurde über den möglichen Zerfall des Unionsbündnisses, eine Auflösung der CDU/CSU-Bundestagsfraktion und somit der schwarz-roten Koalition diskutiert. Als mögliche Folge wurde eine Koalition aus CDU, SPD und Grünen ohne Beteiligung der CSU ins Spiel gebracht.

### Landesebene

#### Berlin nach der Wiedervereinigung (1990)
Art. 16 des Einigungsvertrags, nach dem der Senat von (West-)Berlin gemeinsam mit dem Magistrat von (Ost-)Berlin bei Wiedervereinigung vorübergehend die Aufgaben der gesamtberliner Landesregierung wahrnimmt (so genannter MagiSenat), bescherte dem Land Berlin eine allererste kurzlebige rot-schwarz-grüne Regierung aus SPD, CDU und Alternative Liste für Demokratie und Umweltschutz (AL) im Zeitraum vom 3. Oktober bis 15. November 1990: Der West-Berliner Senat bestand aus einer SPD-AL-Koalition unter Walter Momper, der Ost-Berliner Magistrat aus einer Koalition aus SPD und CDU unter Tino Schwierzina. Allerdings tagten Senat und Magistrat schon zuvor seit dem 12. Juni 1990 gemeinsam und bildeten so vor dem rechtlichen Starttermin bereits de facto eine gemeinsame Regierung. Nach diversen Kontroversen zwischen SPD und AL, zuletzt am 14. November 1990 über die von Innensenator Erich Pätzold (SPD) angeordnete Räumung besetzter Häuser in der Mainzer Straße unter massivem Polizeieinsatz, kündigte die AL ihre Regierungsbeteiligung am Folgetag auf; der MagiSenat bestand ohne AL bis zur Wahl Eberhard Diepgens am 24. Januar 1991 fort.

#### Erste Sondierungen in Thüringen (2014)
Bei der Landtagswahl in Thüringen 2014 konnte die bestehende schwarz-rote Koalition aus CDU und SPD ihre Mandatsmehrheit mit 46 von 91 Sitzen knapp verteidigen. Eine rot-rot-grüne Koalition aus der Linkspartei, der SPD und den Grünen kam ebenfalls auf 46 Sitze. Hingegen hätte eine Koalition aus CDU, SPD und Grünen eine sichere Mehrheit von 52 Sitzen, sodass die Grünen zu Sondierungsgesprächen für die Bildung einer von den Medien als „Afghanistan-Koalition“ bezeichneten Regierungskoalition eingeladen wurden. Die Grünen-Spitzenkandidatin Anja Siegesmund zeigte sich zwar skeptisch einer solchen Koalition gegenüber, lehnte Gespräche allerdings nicht ab. Für die Koalition sprachen sich unter anderem der thüringische CDU-Fraktionschef Mike Mohring und der Jenaer Oberbürgermeister Albrecht Schröter (SPD) aus. Die Sondierungsgespräche scheiterten jedoch, sodass eine rot-rot-grüne Koalition gebildet wurde, welche Bodo Ramelow von der Linkspartei zum Ministerpräsidenten wählte.

#### Schwarz-rot-grüne Koalition auf Landesebene in Sachsen-Anhalt (2016–2021)
In Folge starker Verluste der SPD bei der Landtagswahl in Sachsen-Anhalt 2016 verloren die schwarz-rote Koalition um Reiner Haseloff und das Kabinett Haseloff I ihre Mehrheit im Landtag. Als Zweierbündnisse wären lediglich eine Koalition aus CDU und Linkspartei sowie ein Bündnis aus CDU und der aus dem Stand zur zweitstärksten Kraft aufgestiegenen AfD möglich gewesen. Die CDU hatte jedoch vor der Wahl ein Bündnis mit der AfD ausgeschlossen; der Linken-Spitzenkandidat Wulf Gallert erklärte, seine Partei gehe in die Opposition. Einen Tag nach der Wahl teilten die Spitzen von SPD und Grünen mit, die Einladung zu Sondierungsgesprächen seitens der CDU anzunehmen. Nach den Sondierungen stimmten die Spitzen aller drei Parteien für die Aufnahme von Koalitionsverhandlungen.
Der ausgehandelte Koalitionsvertrag wurde am 23. April 2016 von den Landesparteitagen aller drei beteiligten Parteien angenommen. Die Wiederwahl Reiner Haseloffs als Ministerpräsident und die damit verbundene Amtsübernahme der neuen Landesminister im Kabinett Haseloff II erfolgten am 25. April im zweiten Wahlgang.
Nach der Landtagswahl in Sachsen-Anhalt 2021 wurde im August 2021 ein Koalitionsvertrag über eine Deutschland-Koalition aus CDU, SPD und FDP unterzeichnet.

#### Rot-schwarz-grüne Koalition in Brandenburg (2019–2024)
Nach der Landtagswahl in Brandenburg 2019 kam es gleichzeitig zu Sondierungsgesprächen über eine rot-schwarz-grüne Koalition mit einer potenziellen Mehrheit von sechs Stimmen im Landtag und eine rot-grün-rote Koalition, die lediglich über eine Ein-Stimmen-Mehrheit verfügt hätte. Obwohl die Grünen erklärten, dass sie eine Koalition mit der Linkspartei nach den Sondierungen bevorzugt hätten, beschlossen die Gremien von allen drei Parteien noch im September 2019 die Aufnahme von Koalitionsverhandlungen. Am 19. November 2019 wurde der Koalitionsvertrag unterschrieben und am 20. November 2019 wurde die neue Regierung unter Führung der SPD gewählt. Diese Regierung amtierte bis zum 11. Dezember 2024 und wurde durch eine rot-lila Koalition unter dem bisherigen Ministerpräsidenten Dietmar Woidke abgelöst.

#### Schwarz-grün-rote Koalition in Sachsen (2019–2024)
Im Anschluss an die Landtagswahl in Sachsen 2019 war eine schwarz-grün-rote Koalition das einzige mögliche Bündnis mit einer absoluten Mehrheit, das keine Partei vor der Wahl ausgeschlossen hatte. Nachdem die Gremien von CDU und SPD bereits am Vortag für Koalitionsverhandlungen gestimmt hatten, gab am 12. Oktober 2019 auch ein Landesparteitag der Grünen seine Zustimmung. Am 1. Dezember 2019 einigten sich die drei Parteien CDU, Bündnis 90/Die Grünen und SPD auf einen Koalitionsvertrag. Nach der Zustimmung durch den Parteitag der CDU sowie Mitgliederabstimmungen von Grünen und SPD wurde Michael Kretschmer am 20. Dezember 2019 von den Koalitionären zum Ministerpräsidenten gewählt und benannte in der Folge das Kabinett Kretschmer II. Diese Regierung amtierte bis zum 18. Dezember 2024 und wurde durch eine schwarz-rote Minderheitsregierung unter dem bisherigen Ministerpräsidenten Michael Kretschmer abgelöst.

### Schwarz-Rot-Grün auf kommunaler Ebene
Auf kommunaler Ebene gab es im thüringischen Jena von Kommunalwahl 2009 bis 2019 eine schwarz-rot-grüne Koalition, da sich in zahlreichen Sondierungsgesprächen keine anderen Mehrheiten ergeben hatten. In Frankfurt am Main regierte von der Kommunalwahl 2016 bis 2021 eine schwarz-rot-grüne Koalition. Nach der Kommunalwahl in München 2014 wurde nach dem Verlust der Mehrheit für die bis dato regierende Regenbogenkoalition aus SPD, Grünen und Rosa Liste München über die Bildung einer schwarz-rot-grünen Koalition verhandelt; die Gespräche scheiterten jedoch. Ein Bündnis aus CDU, SPD und Grünen regierte von 2011 bis 2016 im Berliner Bezirk Lichtenberg. Seit 2024 gibt es ein solches Bündnis in Mainz.

## Österreich
In Österreich bezeichnet die Kenia-Koalition eine Koalition aus der konservativen ÖVP, der sozialdemokratischen SPÖ und den Grünen.
Keine solche Koalition war die von 2003 bis 2015 bestehende oberösterreichische Landesregierung. Sie war eine Schwarz-grüne Koalition, die rote Regierungsbeteiligung bestand aufgrund des Proporzsystems.

### Rot-Schwarz-Grün auf Bundesebene
Bei der Nationalratswahl 2008 erreichte die Große Koalition SPÖ-ÖVP (Kanzler Gusenbauer – Vize Molterer) zwar die absolute Mehrheit, allerdings hätte die Koalition unter Einbezug der Grünen eine Zweidrittelmehrheit gehabt. Diese Option Rot–Schwarz–Grün wurde erstmals explizit von Franz Fischler vorgeschlagen. Jörg Haider vom BZÖ gab in einem Interview bekannt, dass er jede Koalition „besser für Österreich“ als die Große Koalition halte. Grünen-Chef Alexander Van der Bellen schloss ein Bündnis mit ÖVP und SPÖ nicht aus, die Parteibasis blieb in weiten Bereichen aber skeptisch. Letztlich wurde die Regierung in der Konstellation Kanzler Faymann – Vizekanzler Pröll als SPÖ-ÖVP-Koalition fortgesetzt.

### Rot-Schwarz-Grün in Kärnten 2013 bis 2018
Von März 2013 bis April 2018 war in Kärnten eine Kenia-Koalition unter der Leitung der SPÖ im Amt. Die vorgezogene Landtagswahl 2013 endete mit historischen Verlusten der regierenden FPK. Die vorgezogene Wahl wurde nötig, nachdem sich der Kärntner Landtag nach zahlreichen Korruptionsskandalen einstimmig aufgelöst hatte. Stärkste Partei wurde die SPÖ mit ihrem Spitzenkandidat Peter Kaiser. Die SPÖ hatte rechnerisch die Möglichkeit, eine Koalition mit der ÖVP, den Grünen, dem Team Stronach, aber auch der FPK zu bilden. Sämtliche Koalitionen hätten sowohl im Landtag als auch in der Landesregierung über eine absolute Mehrheit verfügt. Nach der Landtagswahl nahm SPÖ-Chef Kaiser bereits am 5. März Gespräche mit den Parteichefs der Kärntner Parteien auf, wobei er lediglich eine Koalition mit der FPK ausschließen wollte. Gleichzeitig ließ Kaiser von Anfang an eine Präferenz für eine Dreierkoalition mit der ÖVP und den Grünen erkennen, da die drei Parteien über eine verfassungsgebende Mehrheit im Landtag verfügen. Die Grünen sprachen sich bereits nach der Wahl explizit für eine Dreierkoalition mit SPÖ und ÖVP aus. Rund eine Woche nach der Wahl nahm Kaiser schließlich Verhandlungen mit der ÖVP und den Grünen zur Bildung einer Dreierkoalition auf, wobei er zunächst bilaterale Verhandlungen und in der Folge Dreiergespräche führte. Am 26. März 2013 wurde der Öffentlichkeit letztlich das Arbeitsprogramm der Koalition und die Referatseinteilung der Landesregierung vorgestellt. Nach der Landtagswahl 2018, bei der die Grünen aus dem Landtag ausschieden, bildete Kaiser eine Koalition mit der ÖVP.